# Karine Rosso
 (juillet 2018).
Pour les articles homonymes, voir Rosso.
Karine Rosso est une écrivaine, réalisatrice et libraire née au Québec en 1980.

## Biographie
Karine Rosso est née au Québec, d'une mère colombienne et d'un père français. Elle collabore à la scénarisation d'À fleur de peau, un bouquet de la Colombie en plus de participer au scénario du film Exilio y transhumancia de Fernando Garcia Blanes. Après la publication de son premier recueil Histoires sans Dieu en 2011 et une maîtrise en études littéraires à l'Université du Québec à Montréal, en plus de coréaliser le film Anarchroniques en 2012, elle entreprend un doctorat sur Nelly Arcan à l’Université de Sherbrooke en plus d'y occuper une fonction de chargée de cours,. Elle assurera la codirection du recueil de nouvelles Histoires mutines (2016) et de l'essai Nelly Arcan, trajectoires fulgurantes (2017) tous les deux aux éditions du Remue-ménage puis Interpellations(s) : enjeux de l'écriture au «tu» (2018) chez Nota Bene . Parallèlement à ces écrits, elle cofondera la librairie L'Euguélionne à Montréal en 2016. Elle est membre du conseil d’administration de l'Union des écrivaines et des écrivains québécois (UNEQ) depuis janvier 2019 ainsi que du comité Égalité hommes-femmes de la même organisation depuis août 2017. Elle contribue aussi à des revues comme À bâbord !, Cahiers littéraires Contre-jour et Les Cahiers Victor-Lévy Beaulieu.

## Œuvres

### Roman
- Mon ennemie Nelly, Montréal, Hamac, 2019, 186 p.  (ISBN 9782897911263)
- Entre l'île et la tortue, Montréal, Triptyque, 2024, 186 p. (ISBN 9782898012174)

### Nouvelles
- Histoires sans Dieu, Bromont, Éditions de La Grenouillère, 2011, 122 p.  (ISBN 978-2-923949-04-8)

### Scénarios de films
- À fleur de peau, un bouquet de la Colombie, 2009, 54 minutes.
- Exilio y transhumancia, 2011, 34 minutes.
- Anarchroniques, 2012, 88 minutes.

### Ouvrages Collectifs
- « Regards altérisés sur l’œuvre de Nelly Arcan, histoire d’un parcours en études littéraires », Le sujet du féminisme est-il blanc ? Femmes racisées et recherches féministes (essai), Éditions du remue-ménage, 2015, p. 57-70,  (ISBN 978-2-89091-537-4)
- Histoires mutines, Montréal, Éditions du remue-ménage, 2016, 162 p.  (ISBN 978-2-89091-549-7)
- Nelly Arcan, Trajectoires fulgurantes (essai), éditions du Remue-ménage, 2017, 309 p.  (ISBN 978-2-89091-583-1)
- « Nelly Arcan (1973-2009) », Dictionnaire historique du Plateau Mont-Royal, Éditions Écosociété, 2017, 488 p.  (ISBN 978-2-89719-278-5)
- Interpellations(s). Enjeux de l'écriture au «tu» (essai), Nota Bene, 2018, 236 p.  (ISBN 978-2-89518-613-7)
- Nous sommes un continent. Correspondance mestiza, Montréal, Triptyque, 2021, 198 p.  (ISBN 978-2-89801-136-8)
- « El tío », dans Pauvreté (sous la direction de Stéphanie Roussel), Montréal, Triptyque, 2021, p. 11-18.  (ISBN 978-2-89801-122-1)
- « Point aveugle / Angle mort », dans Self-care (sous la direction de Nicholas Dawson), Montréal, Hamac, 2021, p.115-128.  (ISBN 9782925087496)
- « Nadine et Emma », dans Maganées (dirigé par Vanessa Courville), Montréal, Québec Amérique, 2021 (ISBN 9782764445105), p. 105-113